# Adolfo de Mentaberry
Adolfo de Mentaberry del Pozo (1840-1887) fue un viajero, diplomático, periodista y escritor vasco del siglo XIX, amante de la cultura de China y Oriente Próximo, además de director de los periódicos La Política y La Patria.

## Biografía
Nació en 1840. Comenzó su carrera diplomática como vicecónsul en la ciudad siria de Damasco, en aquel momento parte del Imperio otomano. Tras la expedición en Oriente Próximo de Napoleón III Bonaparte se abrieron numerosas embajadas. 
En el verano de 1867, fue reasignado a la embajada de la capital otomana, Estambul, en la cual estuvo dos años antes de ser nombrado primer secretario de Delegación en la de Pekín, el 15 de julio de 1869, pero antes de desplazarse a China viajó a Madrid y Valencia para visitar a su mujer Isabel Centurión.
Se le asignó a China para "difundir los principios civilizadores de las razas latinas y sajonas e imponerlos, si menester fuere, por medios pacíficos en la recalcitrante raza de cobre", según sus propias palabras.
Falleció en Madrid en la miseria, «en brazos de su anciana madre», en octubre de 1887. En sus expedientes, lo último que se sabe de él es un complicado trámite de divorcio con su mujer, Isabel Centurión.

## Obra
Escritor vinculado al Romanticismo, sus libros más famosos tratan lo exótico del colonialismo, antes de la llegada de la globalización. Adolfo fue muy crítico con el gobierno español, tras conocer ciudades coloniales de otras naciones, por el atraso tecnológico, social y cultural en el que se encontrarían ciudades como Manila, ante la nula presencia hispana en esta, pero también criticó la falta de una embajada en condiciones en Pekín.
También consideró inferior aspectos como el budismo o la música asiática, haciendo en sus libros comentarios criticando esta como "un remedio infalible contra el insomnio", "inarmónica" y "monótona".
- Impresiones de un viaje a la China
- Viaje a Oriente de Madrid a Constantinopla